# Jenny Lavarda
Jenny Lavarda est une grimpeuse italienne, pratiquant également le dry-tooling, et la première de son  pays à avoir gravi une voie de difficulté 8c/8c+.
Véritable star dans son pays dans les disciplines de la difficulté et de la vitesse, elle a été championne d'Italie sept fois en huit éditions.
En dry-tooling, elle est médaillée de bronze en 2003, puis championne du monde en 2007.

## Biographie
Elle entame les compétitions très jeune, devenant, à 14 ans, médaillée de bronze au championnat du monde, médaillée d'or à et d'argent à la coupe de l' Union européenne cadette et junior, championne du monde à 17 ans, et médaillée de bronze au championnat du monde junior (en 2003).
Elle est double médaillée de bronze  à la coupe du monde de bloc et de difficulté en 2004.

## Réalisations en falaise
| Date       | Voie                                      | Site     | Roche    | Pays   | cotation | Note                    |
| ---------- | ----------------------------------------- | -------- | -------- | ------ | -------- | ----------------------- |
| 05/10/2009 | Solo per vecchi guerrieri (laSaint pitch) | Dolomiti | Calcaire | Italie | 8c+/9a   |                         |
| 38968      | Claudio Café                              | Arco     | Calcaire | Italie | 8c/8c+   | 3e femme dans le 8c/8c+ |
| 18/06/2009 | Reini's Vibes                             | Arco     | Calcaire | Italie | 8c       |                         |

## Compétitions[Résultats 1]

### Championnats du monde
| Date       | Discipline       | En Finale | Année du championnat | Organisateur | Pays      | Lieu           |
| ---------- | ---------------- | --------- | -------------------- | ------------ | --------- | -------------- |
| 21/06/2001 | bloc (jeunes)    | 1         | 2001                 | U18 UIAA     | Autriche  | Imst           |
| 16/07/1998 | bloc (jeunes)    | 3         | 1998                 | U16 UIAA     | Russie    | Moscou         |
| 19/09/2003 | bloc (junior)    | 3         | 2003                 |              | Bulgarie  | Veliko Tarnovo |
| 09/07/2003 | difficulté       | 4         | 2003                 | UIAA         | France    | Chamonix       |
| 03/09/1999 | bloc (jeunes)    | 5         | 1999                 | U16 UIAA     | Italie    | Courmayeur     |
| 05/09/2001 | difficulté       | 5         | 2001                 | UIAA         | Suisse    | Winterthour    |
| 21/06/2001 | vitesse (jeunes) | 6         | 2001                 | U18 UIAA     | Autriche  | Imst           |
| 17/09/2007 | vitesse          | 7         | 2007                 | IFSC         | Espagne   | Aviles         |
| 30/06/2009 | bloc             | 14        | 2009                 | IFSC         | Chine     | Qinghai        |
| 30/06/2009 | difficulté       | 15        | 2009                 | IFSC         | Chine     | Qinghai        |
| 17/09/2007 | bloc             | 16        | 2007                 | IFSC         | Espagne   | Aviles         |
| 17/09/2007 | difficulté       | 18        | 2007                 | IFSC         | Espagne   | Aviles         |
| 01/07/2005 | difficulté       | 21        | 2005                 | UIAA         | Allemagne | Munich         |
| 01/07/2005 | bloc             | 24        | 2005                 | UIAA         | Allemagne | Munich         |
| 30/06/2009 | vitesse          | 26        | 2009                 | IFSC         | Chine     | Qinghai        |

### Coupes du monde

#### Coupe du monde de difficultés
| Date       | À l'étape | En Finale | Année de la Coupe | Organisateur | Pays        | Lieu           |
| ---------- | --------- | --------- | ----------------- | ------------ | ----------- | -------------- |
| 23/04/2004 | 3         | 3         | 2004              | UIAA         | Belgique    | Puurs          |
| 29/10/2004 | 4         | 3         | 2004              | UIAA         | France      | Valence        |
| 22/08/2003 | 4         | 9         | 2003              | UIAA         | Espagne     | Aviles         |
| 12/07/2004 | 5         | 3         | 2004              | UIAA         | France      | Chamonix       |
| 18/09/2004 | 5         | 3         | 2004              | UIAA         | Espagne     | Marbella       |
| 11/05/2007 | 5         | 5         | 2007              | IFSC         | Autriche    | Imst           |
| 17/09/2005 | 5         | 8         | 2005              | UIAA         | Espagne     | Marbella       |
| 19/10/2001 | 5         | 8         | 2001              | UIAA         | Italie      | Aprica         |
| 22/10/2005 | 5         | 8         | 2005              | UIAA         | Chine       | Shanghai       |
| 27/10/2005 | 6         | 8         | 2005              | UIAA         | France      | Valence        |
| 02/11/2000 | 6         | 8         | 2000              | UIAA         | France      | Nantes         |
| 19/11/2005 | 6         | 8         | 2005              | UIAA         | Slovénie    | Kranj          |
| 23/05/2003 | 6         | 9         | 2003              | UIAA         | Autriche    | Imst           |
| 28/06/2003 | 6         | 9         | 2003              | UIAA         | Italie      | Lecco          |
| 11/07/2007 | 7         | 5         | 2007              | IFSC         | France      | Chamonix       |
| 24/06/2005 | 7         | 8         | 2005              | UIAA         | Suisse      | Zurich         |
| 12/07/2000 | 7         | 8         | 2000              | UIAA         | France      | Chamonix       |
| 23/08/2002 | 7         | 8         | 2002              | UIAA         | Singapour   | Singapour      |
| 31/10/2003 | 7         | 9         | 2003              | UIAA         | France      | Valence        |
| 02/10/2004 | 8         | 3         | 2004              | UIAA         | Chine       | Shanghai       |
| 23/04/2005 | 8         | 8         | 2005              | UIAA         | Bulgarie    | Veliko Tarnovo |
| 18/10/2002 | 8         | 8         | 2002              | UIAA         | Italie      | Aprica         |
| 02/11/2001 | 8         | 8         | 2001              | UIAA         | Malaisie    | Kuala Lumpur   |
| 12/08/2006 | 8         | 20        | 2006              | UIAA         | Malaisie    | Kuala Lumpur   |
| 22/10/2004 | 9         | 3         | 2004              | UIAA         | Italie      | Aprica         |
| 07/06/2002 | 9         | 8         | 2002              | UIAA         | Autriche    | Imst           |
| 29/06/2002 | 9         | 8         | 2002              | UIAA         | Italie      | Lecco          |
| 17/11/2000 | 9         | 8         | 2000              | UIAA         | Slovénie    | Kranj          |
| 06/06/2003 | 9         | 9         | 2003              | UIAA         | Russie      | Ekaterinbourg  |
| 29/07/2006 | 9         | 20        | 2006              | UIAA         | Chine       | Qinghai        |
| 29/05/2004 | 10        | 3         | 2004              | UIAA         | Autriche    | Imst           |
| 20/11/2004 | 10        | 3         | 2004              | UIAA         | Slovénie    | Kranj          |
| 16/11/2001 | 10        | 8         | 2001              | UIAA         | Slovénie    | Kranj          |
| 14/11/2009 | 10        | 21        | 2009              | IFSC         | Slovénie    | Kranj          |
| 11/07/2001 | 11        | 8         | 2001              | UIAA         | France      | Chamonix       |
| 11/10/2003 | 11        | 9         | 2003              | UIAA         | Tchéquie    | Prague         |
| 21/11/2003 | 11        | 9         | 2003              | UIAA         | Chine       | Shenzhen       |
| 12/07/2005 | 13        | 8         | 2005              | UIAA         | France      | Chamonix       |
| 29/09/2000 | 13        | 8         | 2000              | UIAA         | Italie      | Courmayeur     |
| 12/11/2004 | 14        | 3         | 2004              | UIAA         | Tchéquie    | Brno           |
| 11/08/2007 | 14        | 5         | 2007              | IFSC         | Chine       | Qinghai        |
| 02/11/2007 | 14        | 5         | 2007              | IFSC         | France      | Valence        |
| 23/09/2000 | 14        | 8         | 2000              | UIAA         | Italie      | Lecco          |
| 15/11/2002 | 14        | 8         | 2002              | UIAA         | Slovénie    | Kranj          |
| 27/05/2005 | 15        | 8         | 2005              | UIAA         | Autriche    | Imst           |
| 03/10/2003 | 15        | 9         | 2003              | UIAA         | Italie      | Aprica         |
| 28/09/2007 | 16        | 5         | 2007              | IFSC         | Belgique    | Puurs          |
| 17/05/2002 | 17        | 8         | 2002              | UIAA         | Russie      | Ekaterinbourg  |
| 14/11/2003 | 17        | 9         | 2003              | UIAA         | Slovénie    | Kranj          |
| 04/12/2003 | 18        | 9         | 2003              | UIAA         | Royaume-Uni | Édimbourg      |
| 15/06/2007 | 19        | 5         | 2007              | IFSC         | Suisse      | Zurich         |
| 26/04/2002 | 20        | 8         | 2002              | UIAA         | Italie      | Bolzano        |
| 22/09/2001 | 21        | 8         | 2001              | UIAA         | Italie      | Lecco          |
| 29/04/2005 | 33        | 8         | 2005              | UIAA         | Belgique    | Puurs          |

#### Coupe de monde de bloc
| Date       | À l'étape | En Finale | Année de la Coupe | Organisateur | Pays        | Lieu                   |
| ---------- | --------- | --------- | ----------------- | ------------ | ----------- | ---------------------- |
| 02/04/2004 | 3         | 3         | 2004              | UIAA         | Royaume-Uni | Birmingham             |
| 16/04/2004 | 3         | 3         | 2004              | UIAA         | Allemagne   | Erlangen               |
| 14/09/2002 | 4         | 11        | 2002              | UIAA         | Italie      | Rovereto               |
| 29/05/2009 | 6         | 12        | 2009              | IFSC         | Autriche    | Vienne                 |
| 25/06/2010 | 6         | 19        | 2010              | IFSC         | Pays-Bas    | Eindhoven              |
| 24/09/2004 | 6         | 3         | 2004              | UIAA         | Chine       | Huzou                  |
| 30/03/2007 | 7         | 7         | 2007              | IFSC         | Allemagne   | Erlangen               |
| 03/07/2010 | 7         | 19        | 2010              | IFSC         | Royaume-Uni | Sheffield              |
| 04/06/2010 | 8         | 19        | 2010              | IFSC         | États-Unis  | Vail                   |
| 30/07/2010 | 8         | 19        | 2010              | IFSC         | Allemagne   | Munich                 |
| 16/09/2000 | 8         | 28        | 2000              | UIAA         | Italie      | Rovereto               |
| 22/06/2007 | 9         | 7         | 2007              | IFSC         | Italie      | Fiera di Primiero      |
| 27/04/2007 | 11        | 7         | 2007              | IFSC         | Autriche    | Hall                   |
| 29/07/2004 | 14        | 3         | 2004              | UIAA         | France      | L'Argentière-la-Bessée |
| 18/06/2004 | 17        | 3         | 2004              | UIAA         | Italie      | Fiera di Primiero      |
| 19/08/2004 | 17        | 3         | 2004              | UIAA         | Italie      | Bardonecchia           |
| 09/11/2007 | 19        | 7         | 2007              | IFSC         | Tchéquie    | Brno                   |
| 20/04/2007 | 23        | 7         | 2007              | IFSC         | Bulgarie    | Sofia                  |

### Championnats d'Europe
| Date       | Discipline | En Finale | Année du championnat | Organisateur | Pays        | Lieu             |
| ---------- | ---------- | --------- | -------------------- | ------------ | ----------- | ---------------- |
| 21/06/2004 | difficulté | 4         | 2004                 | UIAA         | Italie      | Lecco            |
| 07/10/2000 | difficulté | 8         | 2000                 | UIAA         | Allemagne   | Munich           |
| 21/06/2004 | bloc       | 9         | 2004                 | UIAA         | Italie      | Lecco            |
| 11/07/2002 | difficulté | 14        | 2002                 | UIAA         | France      | Chamonix         |
| 15/10/2008 | bloc       | 17        | 2008                 | IFSC         | France      | Paris            |
| 16/03/2007 | bloc       | 17        | 2007                 | IFSC         | Royaume-Uni | Birmingham       |
| 14/09/2010 | difficulté | 17        | 2010                 | IFSC         | Autriche    | Imst / Innsbruck |
| 15/10/2008 | vitesse    | 18        | 2008                 | IFSC         | France      | Paris            |
| 14/09/2010 | vitesse    | 18        | 2010                 | IFSC         | Autriche    | Imst / Innsbruck |
| 14/09/2010 | bloc       | 19        | 2010                 | IFSC         | Autriche    | Imst / Innsbruck |
| 15/10/2008 | difficulté | 24        | 2008                 | IFSC         | France      | Paris            |
| 29/06/2006 | difficulté | 24        | 2006                 | UIAA         | Russie      | Ekaterinbourg    |

### Coupes d'Europe des jeunes
| Date       | étape | En Finale | Année de la coupe | Organisateur | Pays        | Lieu            |
| ---------- | ----- | --------- | ----------------- | ------------ | ----------- | --------------- |
| 31/05/2003 | 1     | 5         | 2003              |              | Italie      | Arco            |
| 16/06/2001 | 1     | 2         | 2001              | U18          | Autriche    | Imst            |
| 30/06/2001 | 1     | 2         | 2001              | U18          | Italie      | Arco            |
| 11/07/1998 | 1     | 2         | 1998              | U16          | Autriche    | Imst            |
| 31/10/1998 | 1     | 2         | 1998              | U16          | France      | Aix-en-Provence |
| 23/11/2002 | 1     | 9         | 2002              |              | Slovénie    | Kranj           |
| 02/12/2000 | 1     | 1         | 2000              | U18          | Slovénie    | Kranj           |
| 07/04/2001 | 2     | 1         | 2001              | U18          | Italie      | Trieste         |
| 03/06/2000 | 2     | 1         | 2000              | U18          | Autriche    | Imst            |
| 28/10/2000 | 2     | 1         | 2000              | U18          | Italie      | Aprica          |
| 17/05/2003 | 3     | 5         | 2003              |              | Autriche    | Imst            |
| 04/07/1998 | 3     | 2         | 1998              | U16          | Italie      | Trieste         |
| 07/12/2001 | 3     | 2         | 2001              | U18          | Royaume-Uni | Birmingham      |
| 12/06/1998 | 4     | 2         | 1998              | U16          | Allemagne   | Dortmund        |
| 13/10/2001 | 10    | 2         | 2001              | U18          | Italie      | Aprica          |

### LesRocks Master
| Date       | Discipline | En Finale | Année du Rock Master | Pays   | Lieu            |
| ---------- | ---------- | --------- | -------------------- | ------ | --------------- |
| 17/07/2000 | Jeunes     | 1         | 2000                 | France | Serre Chevalier |
| 23/07/2004 | difficulté | 3         | 2004                 | France | Serre Chevalier |
| 07/12/2002 | difficulté | 4         | 2002                 | Chine  | Schengzheng     |
| 18/07/2003 | difficulté | 5         | 2003                 | France | Serre Chevalier |
| 27/09/2003 | difficulté | 5         | 2003                 | Italie | Arco            |
| 04/09/2004 | difficulté | 5         | 2004                 | Italie | Arco            |
| 03/09/2005 | difficulté | 5         | 2005                 | Italie | Arco            |
| 09/09/2000 | difficulté | 7         | 2000                 | Italie | Arco            |
| 07/09/2002 | difficulté | 7         | 2002                 | Italie | Arco            |
| 29/07/2005 | difficulté | 7         | 2005                 | France | Serre Chevalier |
| 16/07/2010 | bloc       | 8         | 2010                 | Italie | Arco            |
| 10/09/1999 | difficulté | 9         | 1999                 | Italie | Arco            |
| 08/09/2007 | difficulté | 9         | 2007                 | Italie | Arco            |
| 06/09/2008 | difficulté | 9         | 2008                 | Italie | Arco            |
| 05/09/2009 | difficulté | 9         | 2009                 | Italie | Arco            |
| 02/09/2006 | difficulté | 10        | 2006                 | Italie | Arco            |
| 12/09/1998 | difficulté | 11        | 1998                 | Italie | Arco            |
| 14/09/2001 | difficulté | 11        | 2001                 | Italie | Arco            |
| 20/07/2007 | difficulté | 14        | 2007                 | France | Serre Chevalier |
| 20/07/2000 | difficulté | 15        | 2000                 | France | Serre Chevalier |
| 21/07/2006 | difficulté | 16        | 2006                 | France | Serre Chevalier |
| 16/07/2010 | vitesse    | 19        | 2010                 | Italie | Arco            |
| 20/07/2001 | difficulté | 20        | 2001                 | France | Serre Chevalier |
| 16/07/2010 | difficulté | 22        | 2010                 | Italie | Arco            |
| 19/07/2002 | difficulté | 24        | 2002                 | France | Serre Chevalier |